# Matthews (Familienname)
Matthews ist ein von dem männlichen Vornamen Matthew abgeleiteter englischer Familienname.

## Namensträger

### A
- A. E. Matthews (Alfred Edward Matthews; 1869–1960), britischer Schauspieler
- A. J. Matthews, Pseudonym von Rick Hautala (Richard Andrew Hautala; 1949–2013), US-amerikanischer Schriftsteller
- Adam Matthews (* 1992), walisischer Fußballspieler
- Al Matthews (1942–2018), US-amerikanischer Schauspieler und Sänger
- Alex Matthews (* 1993), britische Rugbyspielerin
- Andrew Matthews (Entomologe) (1815–1897), britischer Insektenkundler
- Andrew Matthews (Bobfahrer) (* 1984), britischer Bobfahrer
- Aron Matthews (* 1994), österreichischer Musikproduzent, DJ und Komponist
- Auston Matthews (* 1997), US-amerikanischer Eishockeyspieler

### B
- Benjamin Matthews (Sänger) (1933–2006), US-amerikanischer Opernsänger (Bassbariton)
- Benjamin Matthews (Moderator) (* 1985), deutscher Moderator und Reporter
- Bernard Matthews (1930–2010), britischer Unternehmer
- Brenda Matthews (* 1949), neuseeländische Hürdenläuferin und Sprinterin
- Bruce Matthews (* 1961), US-amerikanischer American-Football-Spieler
- Burnita Shelton Matthews (1894–1988), US-amerikanische Richterin
- Burton Matthews (* 1985), südafrikanischer Eishockeyspieler

### C
- Caroline Matthews (1877–1927), englisch-britische Ärztin und Kriegsberichterstatterin
- Cecil Matthews (1914–1987), neuseeländischer Leichtathlet
- Cerys Matthews (* 1969), walisische Sängerin und Songwriterin
- Charles Matthews (1856–1932), US-amerikanischer Politiker
- Cheyna Matthews (* 1993), US-amerikanische Fußballspielerin
- Chris Matthews (* 1945), US-amerikanischer Journalist
- Chris Matthews (Footballspieler) (* 1989), US-amerikanischer American-Football-Spieler
- Claude Matthews (1845–1898), US-amerikanischer Politiker
- Clay Matthews (* 1986), US-amerikanischer American-Football-Spieler

### D
- Dakin Matthews (* 1940), US-amerikanischer Schauspieler
- Darren Matthews (* 1968), britischer Wrestler, besser bekannt unter seinem Ringnamen William Regal
- Darren Matthews (Radsportler) (* 1991), barbadischer Radrennfahrer
- Dave Matthews (* 1967), US-amerikanischer Sänger und Gitarrist
- Dave Matthews (Jazzmusiker) (1911–1997), US-amerikanischer Saxophonist und Arrangeur
- David Matthews (* 1974), irischer Mittelstreckenläufer
- Denis Matthews (1919–1988), englischer Pianist, Musikpädagoge und -wissenschaftler
- Denise Matthews (1959–2016), kanadische Schauspielerin, Model, Sängerin, Songwriterin, siehe Vanity (Sängerin)
- Donald Ray Matthews (1907–1997), US-amerikanischer Politiker
- Drummond Hoyle Matthews (1931–1997), englischer Meeresgeologe und Geophysiker

### E
- Edward Matthews (Autor) (1813-1892), walisischer calvinistisch-methodistischer Pfarrer und Autor
- Edward Matthews (Sänger) (1904-1954), US-amerikanischer Sänger
- Elaine Matthews (1942–2011), britische Althistorikerin und Namensforscherin
- Emil Matthews (1895–??), deutscher Politiker (KPD)

### F
- Francis Matthews (Offizier) (1903–1976), britischer Generalmajor
- Francis Matthews (1927–2014), britischer Theater-, Film- und Fernsehschauspieler
- Francis P. Matthews (1887–1952), US-amerikanischer Verwaltungsjurist und Politiker (Demokratische Partei)
- Fritz Matthews, US-amerikanischer Stuntman, Schauspieler und Filmproduzent

### G
- Gareth Matthews (1929–2011), US-amerikanischer Philosoph
- George Matthews (1912–1982), US-amerikanischer Jazzmusiker
- Gilbert Matthews (1943–2020), südafrikanischer Jazzmusiker
- Gwenda Matthews (* 1944), britische Hoch- und Weitspringerin

### H
- H. Freeman Matthews (1899–1986), US-amerikanischer Diplomat
- Hannah Matthews (* 1991), irische Hockeyspielerin
- Hayley Matthews (* 1998), Cricketspielerin der West Indies
- Henry Matthews, 1. Viscount Llandaff (1826–1913), britischer Politiker (Conservative Party)
- Herbert Matthews (1900–1977), US-amerikanischer Journalist
- Holger Matthews (* 1951), deutscher Politiker (GAL)

### I
- Iain Matthews (eigentlich Iain Matthews MacDonald, auch Ian Matthews; * 1946), britischer Sänger und Gitarrist
- Ian Matthews (Leichtathlet) (* 1948), britischer Sprinter
- Ian Matthews (Schauspieler) (fl. 21. Jahrhundert), Schauspieler

### J
- Jack Matthews (1920–2012), walisischer Rugbyspieler und -trainer
- Jake Matthews (* 1992), US-amerikanischer American-Football-Spieler
- James Matthews (Architekt) (1819–1898), schottischer Architekt und Bürgermeister von Aberdeen
- James Matthews (Schriftsteller) (* 1929), südafrikanischer Schriftsteller
- James Matthews (Rennfahrer) (* 1975), britischer Automobilrennfahrer
- James Ewen Matthews (1869–1950), kanadischer Politiker
- James Herbert Matthews (1883–1972), kanadischer Politiker
- James Robert Matthews (1889–1978), schottischer Botaniker
- James Tilly Matthews (1770–1815), britischer Kaufmann
- Jason Matthews (* 1970), britischer Boxer
- Jason Matthews (Autor) (1951–2021), US-amerikanischer Autor
- Jessie Matthews (1907–1981), britische Schauspielerin
- Jim Matthews (* 1961), US-amerikanischer Autorennfahrer und Rennstallbesitzer
- Joe Matthews (1929–2010), südafrikanischer Jurist und Politiker
- John Matthews (Radsportler) (1884–1969), britischer Radrennfahrer
- John Matthews (Rugbyspieler) (1920–2004), englischer Rugby-Union-Spieler
- John Albert Matthews (* 1951), US-amerikanischer Ruderer
- John F. Matthews (* 1940), britischer Altphilologe
- John Kelly Matthews (* 1951), US-amerikanischer Ringer
- Joseph W. Matthews (1812–1862), US-amerikanischer Politiker
- Julian Matthews (* 1988), neuseeländischer Mittelstreckenläufer

### K
- Katrina Matthews (* 1991), britische Duathletin und Triathletin
- Kelly Matthews (* 1983), englische Badmintonspielerin
- Ken Matthews (1934–2019), britischer Leichtathlet
- Krissy Matthews (* 1992), britisch-norwegischer Bluesrock-Gitarrist und Singer-Songwriter

### L
- Laura S. Matthews (* 1964), britische Schriftstellerin
- Lester Matthews (1900–1975), britischer Schauspieler
- Liesel Matthews (* 1984), US-amerikanische Schauspielerin
- Llew Matthews (* 1946), US-amerikanischer Jazzmusiker

### M
- Marcelle Matthews (* 1948), südafrikanische Eiskunstläuferin
- Margaret Matthews (* 1935), US-amerikanische Leichtathletin
- Marjorie Matthews (1916–1986), erste Bischöfin der evangelisch-methodistischen Kirche
- Matty Matthews (1873–1948), US-amerikanischer Boxer
- Maurice Matthews (1880–1957), britischer Sportschütze und Offizier
- Melanie Matthews (* 1986), kanadische Softballspielerin
- Michael Matthews (Komponist) (* 1950), kanadischer Dirigent und Komponist
- Michael Matthews (Radsportler) (* 1990), australischer Radrennfahrer
- Michael R. Matthews (* 1948), australischer Bildungs- und Wissenschaftsphilosoph
- Mikaela Matthews (* 1991), US-amerikanische Freestyle-Skisportlerin
- Mike Matthews (* 1973), US-amerikanischer Baseballspieler
- Myfanwy Matthews (* 1975), australische Bogenschützin

### N
- Nelson E. Matthews (1852–1917), US-amerikanischer Politiker
- Nick Remy Matthews, australischer Kameramann, Filmregisseur und Drehbuchautor
- Nicolas Matthews (* 1992), deutscher Schauspieler

### P
- Pam Matthews (* 1958), australische Speerwerferin
- Paul Matthews (Bischof) (1866–1954), US-amerikanischer Geistlicher, Bischof der Episkopalkirche der Vereinigten Staaten
- Paul Matthews (Fußballspieler) (* 1946), englischer Fußballspieler
- Paul Matthews (Mediziner), britischer Neurologe
- Paul Matthews (Triathlet) (* 1983), australischer Triathlet
- Paul Taunton Matthews (1919–1987), britischer Physiker
- Peter Matthews (Sprachwissenschaftler) (Peter Hugoe Matthews; 1934–2023), britischer Linguist
- Peter Matthews (Radsportler) (* 1943), britischer Radrennfahrer
- Peter Matthews (Sportstatistiker) (1945–2023), britischer Sportstatistiker und -kommentator
- Peter Matthews (Langstreckenläufer) (* 1969), irischer Langstreckenläufer
- Peter Matthews (Sprinter) (* 1989), jamaikanischer Sprinter
- Philip Matthews (* 1960), irischer Rugby-Union-Spieler
- Pippa Matthews (* 1983), britische Event-Managerin, Schwester von Catherine Mountbatten-Windsor, Duchess of Cambridge

### R
- Rachel Matthews (* 1993), US-amerikanische Schauspielerin
- Rishard Matthews (* 1989), US-amerikanischer American-Football-Spieler
- Robin Matthews (1927–2010), britischer Ökonom und Schachkomponist
- Rodney Matthews (* 1945), britischer Maler und Illustrator
- Roger Matthews (Leichtathlet) (Roger William Matthews; * 1942), britischer Langstreckenläufer
- Roger Matthews (Kriminologe) (Roger A. Matthews; 1948–2020), britischer Kriminologe
- Roger Matthews (Archäologe) (Roger John Matthews; * 1954), britischer Archäologe
- Roland Matthews, vincentischer Politiker
- Ron Matthews, Schlagzeuger von Iron Maiden, siehe Iron Maiden
- Rowena Green Matthews, US-amerikanische Biochemikerin und Biophysikerin
- Roy Matthews (1926–1992), britischer Bogenschütze
- Rudolph Matthews (* 1945), US-amerikanischer Handballspieler

### S
- Sara Branham Matthews (1888–1962), US-amerikanische Mikrobiologin, Ärztin und Hochschullehrerin
- Sinead Matthews (* 1980), britische Schauspielerin
- Stanley Matthews (Jurist) (1824–1889), amerikanischer Jurist und Politiker
- Stanley Matthews (1915–2000), englischer Fußballspieler
- Steven Matthews, irischer Politiker

### T
- Teran Matthews (* 1980), vincentische Schwimmerin
- Terry Matthews (* 1939), britischer Eishockeyspieler
- Thomas Matthews (Ingenieur) (1849–1930), britischer Ingenieur
- Thomas Matthews (Musiker), britischer Violinist und Hochschullehrer
- Stanley Matthews (Jurist) (1824–1889), voller Name Thomas Stanley Matthews, US-amerikanischer Jurist und Politiker
- Thomas Stanley Matthews (Journalist) (T. S. Matthews; 1901–1991), US-amerikanischer Journalist und Herausgeber
- Todd Matthews-Jouda (* 1979), sudanesisch-US-amerikanischer Hürdenläufer

### V
- Vic Matthews (* 1934), britischer Hürdenläufer
- Victor Matthews, Baron Matthews (1919–1995), britischer Unternehmer und Verleger
- Victoria Matthews (* 1954), kanadische Geistliche, Bischöfin von Christchurch
- Victoria Earle Matthews (1861–1907), US-amerikanische Schriftstellerin, Essayistin, Journalistin und Aktivistin
- Vince Matthews (* 1947), US-amerikanischer Sprinter
- Virgil Matthews (* 1983), US-amerikanischer Basketballspieler

### W
- Wendy Matthews (* 1960), australische Musikerin
- Wes Matthews (* 1959), US-amerikanischer Basketballspieler
- Wesley Matthews (* 1986), US-amerikanischer Basketballspieler
- William Matthews (Politiker) (1755–um 1808), US-amerikanischer Politiker
- William Matthews (Priester) (1770–1854), US-amerikanischer Priester
- William Matthews (Baseballspieler) (1878–1946), US-amerikanischer Baseballspieler
- William Matthews (Literaturhistoriker) (1900/1905–1975), britischer Literaturhistoriker, Philologe und Herausgeber
- William Matthews (Dichter) (1942–1997), US-amerikanischer Dichter und Essayist
- Willis S. Matthews (1904–1981), US-amerikanischer Generalmajor der US-Armee

### Z
- Zachariah Keodirelang Matthews (1901–1968), südafrikanischer Anthropologe, Politiker (ANC) und botswanischer Diplomat